# Жулановка
Жулановка — река в России, протекает в Осинском районе Пермского края. Устье реки находится в 472 км по правому берегу Воткинского водохранилища на Каме. Длина реки составляет 11 км.
Протекает на юге края, исток находится на границе с Оханским районом в 21 км к северо-западу от центра города Оса, исток находится на водоразделе с бассейном реки Ошап, рядом берёт начало река Чуран.
Течёт на юг по ненаселённому лесному массиву.

## Данные водного реестра
По данным государственного водного реестра России относится к Камскому бассейновому округу, водохозяйственный участок реки — Кама от Камского гидроузла до Воткинского гидроузла, речной подбассейн реки — бассейны притоков Камы до впадения Белой. Речной бассейн реки — Кама.
Код объекта в государственном водном реестре — 10010101012111100015148.